# Svend Brodersen
Svend Arvid Stanislaw Brodersen (Amburgo, 22 marzo 1997) è un calciatore tedesco, portiere del Fagiano Okayama.

## Carriera

### Club
Con la squadra delle riserve del St. Pauli ha disputato 80 partite in Regionalliga, mentre ha collezionato 6 presenze in 2. Fußball-Bundesliga con la squadra maggiore.
Il 5 luglio 2021 viene ufficializzato il suo acquisto da parte dello Yokohama FC, club di J1 League. Si unirà nel club giapponese una volta concluso le Olimpiadi a Tokyo.

### Nazionale
Partecipa con la nazionale Under-20 tedesca al Campionato mondiale 2017 di categoria, disputando 3 partite.
Viene convocato per le Olimpiadi 2021 in Giappone.